# Большая Вольма
Большая Вольма — река в России, протекает по Ижемскому и Усть-Цилемскому районам Республики Коми. Устье реки находится в 4 км по правому берегу протоки Печоры Вольма-Шар. Длина реки — 85 км.

## Притоки
(указано расстояние от устья)
- 6 км: Седъёль (лв)
- Неджи-Керкаёль (лв)
- Исак-Пиянъёль (лв)
- Макар-Ваньшор (лв)
- Нижний Воргаёль (лв)
- Воробей-Ёль (лв)
- 30 км: Войвож (пр)
- Ниедзъёль (лв)
- Воргаёль (лв)
- Грубеёль (пр)
- 54 км: Берденъёль (лв)
- Ниедзъёль (пр)
- 68 км: Верхняя Берденъёль (лв)
- 73 км: река без названия (лв)

## Данные водного реестра
По данным государственного водного реестра России относится к Двинско-Печорскому бассейновому округу, водохозяйственный участок реки — Печора от впадения реки Уса до водомерного поста Усть-Цильма, речной подбассейн реки — бассейны притоков Печоры ниже впадения Усы. Речной бассейн реки — Печора.